# Nard (Chorwacja)
Nard – wieś w Chorwacji, w żupanii osijecko-barańskiej, w mieście Valpovo. W 2011 roku liczyła 516 mieszkańców.